# Adolphe Hélière
Adolphe Hélière, né le 10 mars 1891 à Fécamp, Seine-Maritime et mort le 10 juillet 1910 à Nice, est un cycliste français.
Il est connu pour être le premier athlète à mourir sur le Tour de France, lors de l'édition de 1910.

## Biographie
Il commence le cyclisme à l'âge de 14 ans et suit des études de mécanicien automobile alors qu'il habite chez ses parents, à Rennes. Il prend rapidement part à des courses régionales. En 1910, à l'âge de 19 ans, il effectue sa première course sur le plan national, sur la Paris-Le Mans où il termine 13e.
Il décide de participer au Tour de France 1910, sur ses propres économies, sans sponsors. Il fait partie des 80 amateurs aussi appelés coureurs isolés. Sans expérience, le public ne croit pas en ses chances, des lecteurs du magazine L'Auto pariant qu'il ne terminerait pas la troisième étape. Mais Hélière arrive au bout de la 6e étape qui relie Grenoble à Nice, dans le groupe dit des isolés, dans les dernières positions du peloton en étant 63e du classement général, mais quand même prêt à aider ses adversaires en difficulté. N'ayant pas les moyens de se payer l'hôtel, il dort le soir sur la plage de Nice. Le lendemain, jour de repos sur le Tour, il meurt d'une congestion après un repas copieux alors qu'il se baignait dans la mer,,. Il est le premier cycliste à mourir sur le Tour de France,.
Hélière est inhumé dans un premier temps au cimetière communal de Nice pour des questions sanitaires. Une association cycliste et L'Ouest-Eclair organisent des collectes de dons afin de financer le rapatriement du corps, qui aura lieu dix mois après sa mort,.

## Palmarès
- 1910
  - 13e de Paris-Le Mans